# ヴァフタング6世 (カルトリ国王)
ヴァフタング6世（グルジア語: ვახტანგ VI, ロシア語: Вахтанг VI, 1675年9月15日 - 1737年3月26日）、ペルシャ語名フサイン・クリー・ハーン（ペルシア語: حسینقلی خان）は、グルジア東部カルトリ王国の国王でバグラティオニ朝の君主である（在位：1716年 - 1724年）。学者王や立法王の異名を持ち、18世紀初期のグルジアの最重要かつ特異な政治家の1人としてだけでなく、著名な立法者・学者・批評家・翻訳者や詩人としても知られている。
カルトリ王国はペルシャの隷属的な支配を受けていたが、ヴァフタング6世の治世は1724年にオスマン帝国の侵略によって終了し、ロシア帝国への亡命を余儀なくされることとなった。ロシアと共に短い栄華をほこったが、ロシア皇帝の王国再興の為の支援を思うように得られないばかりか、身の安全を図る為に北の隣人であるロシアの地に永久に留まり続けなければいけなかった。晩年、ロシア女帝アンナによるオスマン帝国への制裁の行使に向け、外交的努力を必死に重ねている最中に病気となり、グルジアへ戻れないまま南ロシアのアストラハンで亡くなった。

## 生涯

### 摂政時代
1675年、カルトリ王国の王子レヴァンと最初の妃であるトゥータの間の第2王子として誕生し、1703年から1712年にかけて、伯父ギオルギ11世と同母兄カイホスローの摂政（janishin）を務めた。摂政期間は一連の長らく必要とされてきた改革や経済・文化の復興、統治機構の再編や中央の王権強化を発表、1707年から1709年には、ロシアの併合に至るまでグルジアの封建制度の原則となるdasturlamali（別名ヴァフタング法）で大幅に法を改訂した。
1711年に兄が死亡、翌1712年にペルシャのサファヴィー朝シャーのスルターン・フサインに召還され、カルトリ国王として申し開きをさせられた。フサインはヴァフタングがイスラム教を奉ずるという条件を呑まない限り申し開きを認めないとしたが、彼はイスラム教改宗を拒否して投獄され、異母弟のスヴィモンが臨時摂政に立てられた後、シャーの条件に従うもう1人の異母弟イェッセ（ムスリム名：アリー・クリー・ハーン）が1714年に王位に就いた。イェッセは国内の抗争やダゲスタンからの部族の侵略を受けるカルトリ王国を2年間統治した。
囚われの身であった期間、ヴァフタングはヨーロッパのキリスト教国の君主、とりわけフランスルイ14世のもとに叔父で教師のスルハン＝サバ・オルベリアニを差し向け、支援を要請した。その後明らかとされた1722年11月29日付のローマ教皇インノケンティウス13世と神聖ローマ皇帝カール6世宛てのヴァフタングの最後の手紙によると、彼は数年前より密かにカトリック教会を信仰していたが、「自分のことを人々に欺くことになるので」公に告白することが出来なかったと述べており、ペルシャからのカプチン・フランシスコ修道会の宣教師の報告書からも確認できる。彼らはヴァフタングがうわべだけのイスラム教徒（ムスリム）になる前にカトリック信者になり、カトリック集団のもとに行くことを非難した。
政治的にはヴァフタングの努力は無駄骨に終わり、1716年に渋々改宗して「フサイン・クリー・ハーン」と名乗ると息子のバカル王子をカルトリ王国に派遣、イェッセはイスラム教を棄教して退位した。ヴァフタングは国王に即位したが未だペルシャに留め置かれた状態で、代わりにバカルが摂政としてカルトリを統治した。

### 治世中の経歴
1719年、ようやく帰国の許可が出てグルジアへ帰国したヴァフタング6世が真っ先に直面した懸案事項は、北のコーカサス山脈にいるダゲスタンのレズギ人による「レキアノバ」という断続的な襲撃を終わらせることだった。ペルシャ政府が彼を防ごうと介入した時、ちょうどヴァフタング6世が最後の一撃を加える準備が整った。これでヴァフタング6世のフサインに対する短期間であった忠誠は終わりを告げ、秘密裏にロシア皇帝ピョートル1世と連絡を取った。そして、コーカサス地域におけるロシア軍の将来的な駐留の支持を表明した。いくらか遅れが出た後に、ピョートル1世は1722年7月、カスピ海西岸に自ら25,000人の陸軍と艦隊を率いてきた。
この時、サファヴィー朝は首都イスファハーンがアフガニスタンのホタキ朝軍によって包囲されて大混乱に陥っていた。ヴァフタング6世の庶弟でサファヴィー朝ペルシャの家臣で司令官であったロストム王子は包囲中に戦死し、フサインはバカルを守備隊の司令官として任命した。しかし、ヴァフタング6世はイスファハーンの救援に行くことを拒絶、同時期にオスマン帝国からペルシャに対する同盟を持ちかけられるが、ロシア軍の到着を待つことを選択した。ピョートル1世はコーカサスのキリスト教徒にペルシャのくびきからの最終的な解放の為に軍事的支援を提供することを約束し、キリスト教徒のグルジア人とアルメニア人の民衆に大きな幸福感を与えた。
9月、ヴァフタング6世は行軍するロシア遠征軍と合流する為にギャンジャで40,000人のグルジア・アルメニア混成部隊と野営した。ヴァフタング6世の希望は、ピョートル1世がロシアの利益の追求だけを考えるのではなく、ペルシャとオスマン帝国の両者からグルジアを守ることも考えてくれることだった。しかし、ピョートル1世は嵐を理由にロシア軍を撤退、カスピ海沿岸の領土を獲得する様陸軍に命令したが、既にコーカサスへの出兵用意を整えたオスマン帝国と争わないことを選択した。ロシアの撤退で援助を受けられなくなったヴァフタング6世はロシアとの同盟を中止し、11月にトビリシに戻った。
翌1723年5月、シャー・タフマースブ2世は東グルジアのカヘティ王国の国王でムスリムのコンスタンティネ2世のカルトリ王国の支配権を承認するとしてヴァフタング6世にしっぺ返しをくらわせると、コンスタンティネ2世とペルシャ軍がヴァフタング6世の領地に進駐を開始した。ヴァフタング6世はトビリシで何度か攻防戦を繰り返した後、最終的に放逐されカルトリの内地に逃れた。そこから、カルトリ王国に進軍するオスマン帝国軍の支持を得ようと試みてオスマン帝国皇帝の権威に服すとしたが、オスマン帝国軍にカルトリ王国を占領され、名ばかりのムスリムに戻ったイェッセに王位を譲った。

### ロシアへ亡命
| ヴァフタング6世の一族と家臣団の子孫たちは、ロマン・バグラチオン（英語版）とピョートル・バグラチオン兄弟のようにロシアに多数の卓越したグルジア人をもたらした。 |  | ヴァフタング6世の一族と家臣団の子孫たちは、ロマン・バグラチオン（英語版）とピョートル・バグラチオン兄弟のようにロシアに多数の卓越したグルジア人をもたらした。 |
| ヴァフタング6世の一族と家臣団の子孫たちは、ロマン・バグラチオンとピョートル・バグラチオン兄弟のようにロシアに多数の卓越したグルジア人をもたらした。           |  | |

オスマン帝国・ペルシャ・ダゲスタン・ホタキ朝によるこれらの侵略で、グルジアの人口の4分の3が殺戮された。ヴァフタング6世は再びピョートル1世に保護を求める為に、忠実な家臣たちとコーカサス山脈を長時間さ迷った。一族の者や親しい戦友や従者など1,200人を伴って、彼はコーカサス山脈を越えて1724年7月にロシアに到着した。ピョートル1世は間もなく1725年に亡くなり、ピョートル1世の皇后でその後継者となったエカチェリーナ1世から領土奪還の具体的な援助はもらえなかったが、ロシア国内に定住する許しを与え、年金といくらかの不動産も付与した。
ヴァフタング6世は1734年までロシアに居住したが、同年ペルシャのナーディル・シャーの協力によって領土回復を試みることを決意した。ロシア女帝アンナはヴァフタング6世の計画に同意したが、ペルシャでどのように行動すれば良いかとグルジアとコーカサスの高地の住民をロシアの臣民となるように勧誘する方法とロシアに全ての報告を上げるように指示した。ヴァフタング6世はロシアの将軍と一緒に外交折衝の旅を開始したが、旅路の途中で病気になり、1737年3月26日にアストラハンで61歳で亡くなり、遺体は市の聖母被昇天教会に埋葬された。家臣の多くはロシアに留まり、後にロシア帝国陸軍に入った。彼らの中でおそらく最も有名なのは、その子孫であるピョートル・バグラチオンであろう。

## 学術・文化活動
ヴァフタング6世の政治的決断はたびたび批判の的にされてきたが、学術·文化活動は、彼の治世の中で輝かしい利点である。彼は本当に当時最も学問を行なう君主の1人であり、国の知的水準の高い生活の復活を目指した数々の文化と教育プロジェクトの作者であり企画・主催する人間であった。ワラキアの大司教のイベリアのアンティムに援助を行なって、1709年にグルジアと全コーカサスで最初の活版印刷を確立した。トビリシで『ヴァフタングの活版印刷』のタイトルで出版されている書籍の中では、12世紀の国民的叙事詩であるショタ・ルスタヴェリの『豹皮の騎士』が国王自身の学術的批評が添えられている。これは、一般的にグルジア文学のルネサンスと見なされる、偉大な中世の詩人に向けた関心の新しい波と18世紀のグルジアの詩人の新世代に新しい影響を誘発した。
また、早くも5世紀のギリシャ語からグルジア語に翻訳されアトス山でグルジア修道院の修道士により11世紀に修正された聖書の印刷を、信仰に基づき引き受けた。名ばかりのムスリムであることを否が応にも自覚したヴァフタング6世がペルシャ宮廷に対する大きな不平となって、コーランに従う代わりにキリスト教信仰精神を促進する福音書や使徒行伝や詩篇やいくつかの祈祷書が彼の印刷所で印刷された。一方、インドの寓話集『パンチャタントラ』を基盤としたアラビア語文学の寓話集『カリーラとディムナ』をペルシャ語から翻訳している。
著名な批評家で翻訳家であったヴァフタング6世は、いくつかの愛国的でロマンティックな抒情詩の詩人でもあった。ヴァフタング6世は暗黒時代から近代初期の時代を網羅するグルジア年代記の全集の編集や資料集めの為の特別委員会を招集し、議長を務めた。

## 改葬

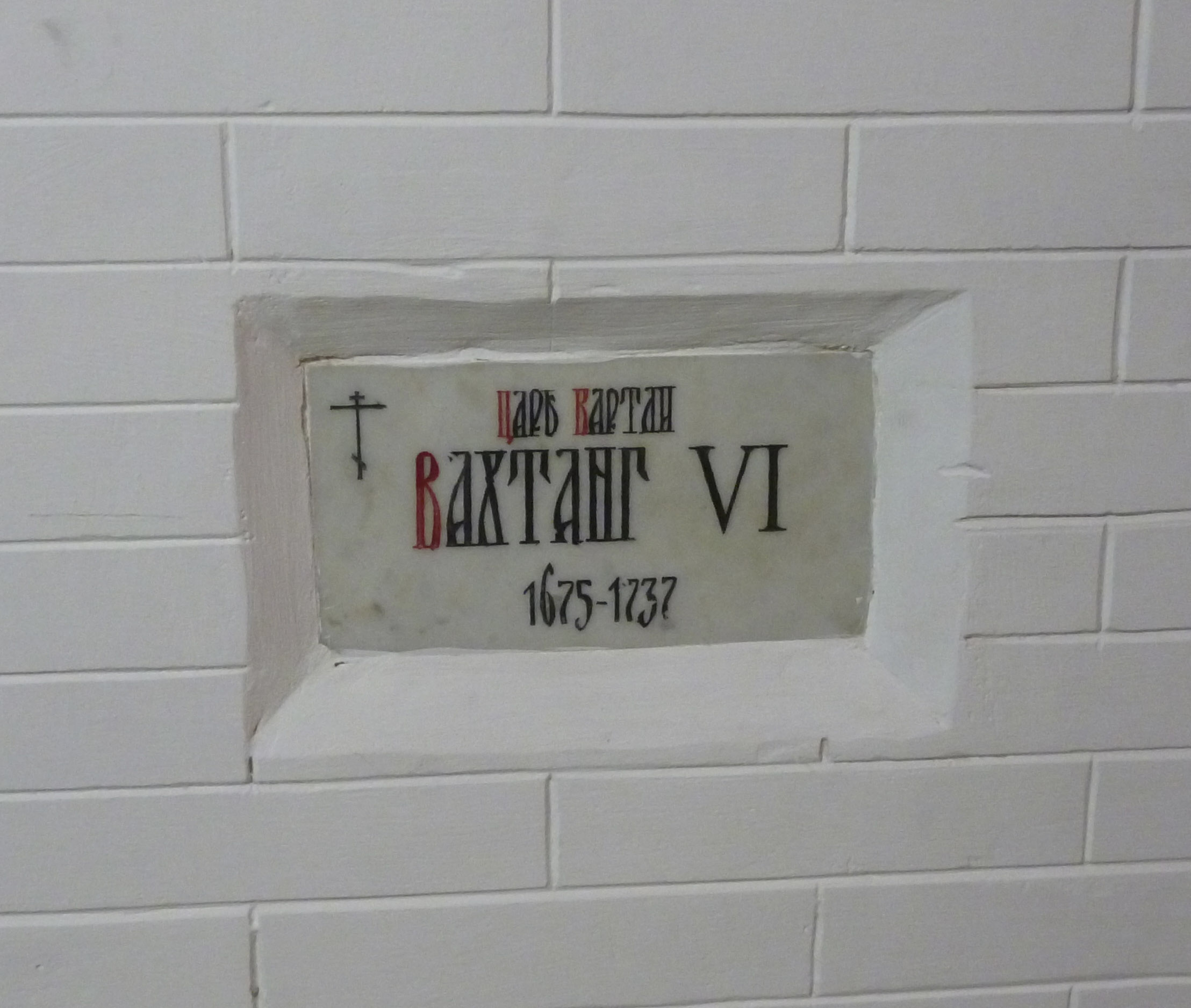
アストラハンにあるヴァフタング6世の墓

2013年7月に、グルジア政府はヴァフタング6世をグルジア国内に改葬する為に遺骨を移動できるか提議した。

## 家族
1696年に西グルジアのイメレティでチェルケシアの王女ルスダン（1740年12月30日にモスクワで死亡）と結婚した。2人の間には2男3女が生まれた。
- バカル王子（en、1699年6月11日/1700年4月7日 - 1750年2月1日）
- ギオルギ王子
- タマル王女（en、1696年 - 1746年） - カヘティ国王テイムラズ2世（en）の妃となる。1712年に結婚。
- アンナ（アヌカ）王女
- トゥータ王女

ほかに、以下の婚外子がいる。
- ロストム王子（1698年死亡）
- ヴァフシティ王子
- パアタ王女
- エレーネ王女
- マリアム王女